# Хвощ приречный
Хвощ прире́чный, или Хвощ топяно́й, или Хвощ речно́й (лат. Equisétum fluviatile) — вид многолетних травянистых растений рода Хвощ семейства Хвощовые (Equisetaceae).

## Ботаническое описание

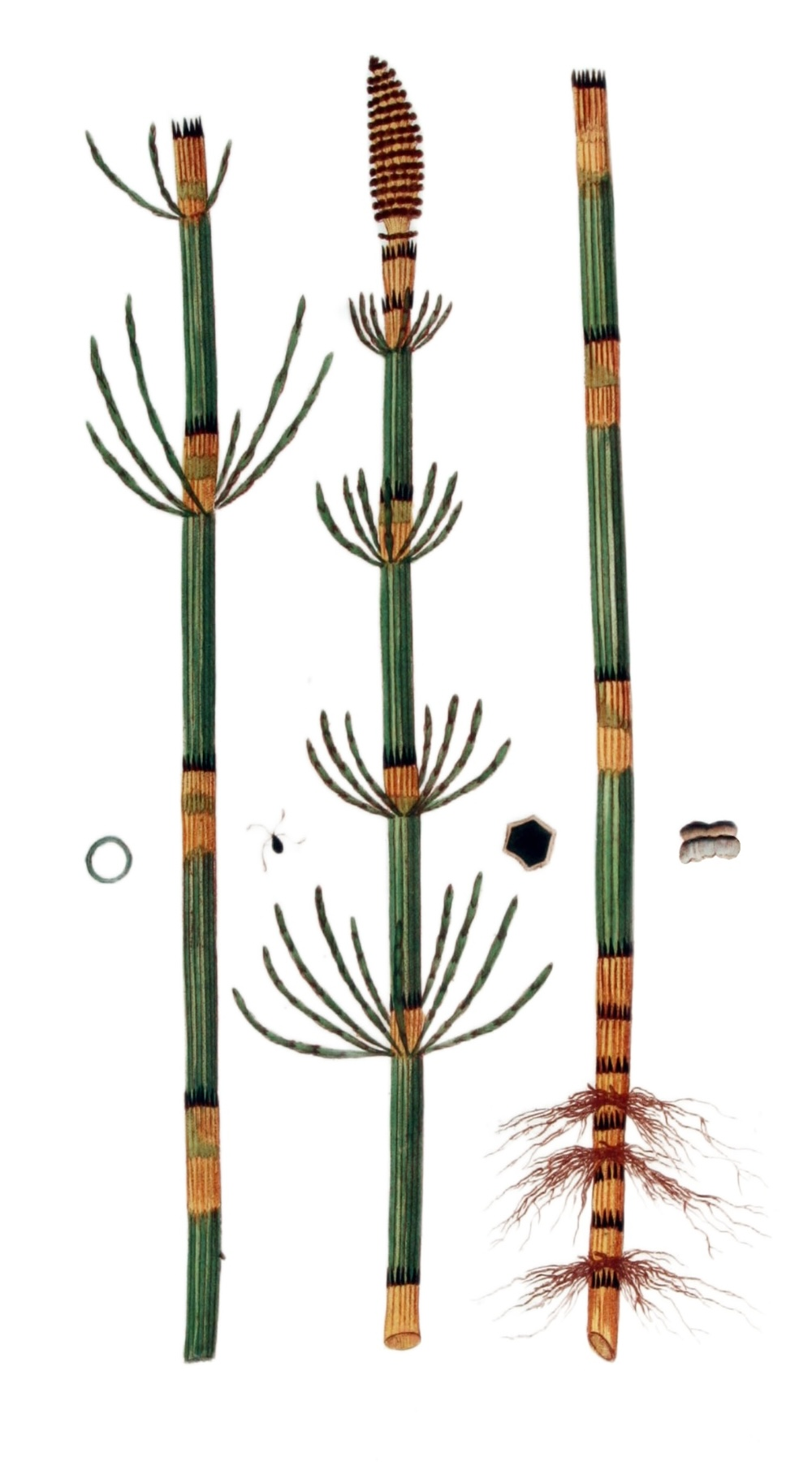

Многолетнее растение до 1,5 м высотой. Корневища тёмно-бурые. Ветвление сильно варьирует от форм с одиночными совершенно неветвистыми побегами, до форм с густым и равномерным мутовчатым ветвлением. Стебли толстые, 6—8 мм в диаметре, с одной крупной центральной полостью, простые, или в верхней части ветвистые. Междоузлия с 10—30 рёбрами.
Листовые зубцы на стебле собраны в мутовки по 6—12, треугольной формы. Веточки очень варьируют по длине, числу, густоте и направлению роста.

### Химический состав
Растение содержит витамины групп B и PP, флавоноиды, каротиноиды (β-каротин, γ-каротин и другие).

## Распространение и экология
Произрастает по краям торфянистых болот, озёр, берегам рек, проток, на влажных и заболоченных лугах, нередко основанием в воде, до высоты 1000 м над уровнем моря; часто зарослями.
Общее распространение: российский Дальний Восток, Европейская часть бывшего СССР и Кавказ, Западная и Восточная Сибирь, Средняя Азия, Скандинавия, Атлантическая и Средняя Европа, Малоазиатский район, Монголия, Японо-Китайский район, Северная Америка.

## Значение и применение
Служит хорошим пастбищным кормом для крупного рогатого скота. Встречаются сведения о ядовитости хвоща приречного для лошадей и кроликов.
Стебли и корневища хорошо круглый год поедаются северным оленем (Rangifer tarandus). Осенью оленем поедаются засохшие стебли, зелёные основания побегов, а также корневища, которые зимой из-под снега выкапываются из незамерзающих мочажин на болотах. Наличие на зимнем пастбище хвоща приречного значительно повышает их ценность. Охотно поедается рогатым скотом и лошадьми. Однако, для лошадей есть указания о ядовитости. Также поедается гусями и другой водоплавающей дичью, ондатрой (Ondatra zibethicus), европейским лосём (Alces alces), обыкновенным бобром (Castor fiber), кабаны выкапывают корневища. Также отмечено поедание пятнистым оленем (Cervus nippon), глухарём (Tetrao urogallus), тетеревом (Lyrurus tetrix), рябчиком (Tetrastes bonasia), куропаткой.
Отвар надземной части применяют при болезнях мочевого пузыря, мочекаменной болезни; как гемостатическое при метроррагиях, респираторных инфекциях, ревматизме; наружно (в виде компрессов или аппликаций) — при опухолях и панарициях. Экстракт надземной части в эксперименте оказывает цитотоксическое действие на клетки перевиваемой опухоли Эрлиха, однако не влияет на рост опухоли в условиях целостного организма.